# Чубаров, Игорь Михайлович
И́горь Миха́йлович Чуба́ров (род. 13 декабря 1965, Курск, СССР) — российский философ
, искусствовед, переводчик на русский язык работ западных философов, редактор, организатор науки. Специалист в области аналитической антропологии, феноменологии, критической теории Франкфуртской школы, философии литературы, медиафилософии.

## Биография
Родился 13 декабря 1965 года в Курске. В 1993 году окончил философский факультет Московского государственного университета имени М. В. Ломоносова, где слушал лекции С. С. Аверинцева, М. К. Мамардашвили, В. А. Подороги и В. И. Молчанова.
С 1991 года член редакционной коллегии журнала «Логос».
В 1999 году в МГУ защитил диссертацию на соискание степени кандидата философских наук на тему «Феноменологическая философия в России».
С 2001 по 2017 год работал в Институте философии РАН — старший научный сотрудник.
С 2009 года сотрудник философского факультета МГУ, организатор международных научных мероприятий.
С 2009 по 2016 год заместитель директора Центра современной философии и социальных наук философского факультета МГУ.
С 2011 по 2015 год помощник проректора РГГУ, редактор издательских программ университета.
Выпускник «Школы ректоров-2014: управление трансформацией университета», Центр трансформации образования СКОЛКОВО.
В 2014 году в РГГУ защитил защитил диссертацию на соискание степени доктора философских наук на тему «Структуры коллективной чувственности в русском левом авангарде: искусство и социальный проект».
В 2014 году выпустил поддержанную стипендией Фонда имени Александра фон Гумбольдта монографию «Коллективная чувственность: теории и практики левого авангарда», в которой апологизировал художественные особенности искусства и литературы российского левого авангарда 1920-х годов и показал, что они были обусловлены сознательным обращением творцов к решению проблем народа, в тот период истории получившего возможность социального освобождения. Книга была удостоена Премии Андрея Белого в номинации «Гуманитарные исследования».
С 2016 по 2022 год директор Института социально-гуманитарных наук Тюменского государственного университета. С 2019 года также заведующий кафедрой философии университета, с 2020 года проректор.
С 2019 года член Президиума Российского философского общества, куратор издательских программ.
С 2023 года профессор кафедры онтологии и теории познания, философский факультет Московского государственного университета имени М. В. Ломоносова.
В 2022 году создал Telegram-канал «Radio Benjamin».

## Преподавательская деятельность
Читал лекционные курсы:
- «Критика насилия», спецкурс для студентов философского факультета МГУ (2011);[2]
- «Философия Вещи», спецкурс для студентов философского факультета МГУ (2012);[2]
- «Философские технологии мышления», курс для бакалавров ТюмГУ (2018—2021);
- «Археология и футурология медиа», курс для магистрантов SAS и СоцГум ТюмГУ МА «Цифровая культура и медийное производство» (2018—2019);[10]
- «Методология урбанизма», курс для магистрантов СоцГум ТюмГУ МА «Историческая урбанистика» (2019—2022);[11]

## Награды и премии
- Премия Андрея Белого (2014);
- Премия Инновация (2014).

## Научные труды

### Монографии
- Чубаров, И. М. Коллективная чувственность: теории и практики левого авангарда. — М.: Издательский дом Высшей школы экономики, 2016. — 344 с. — ISBN 978-5-7598-1095-7.

### Редактировавшиеся сборники
- Беньямин, В. Учение о подобии: медиаэстетические произведения / Чубаров, И. М.. — М.: Издательский центр РГГУ, 2012. — 290 с. — ISBN 978-5-7281-1276-1.
- Словарь художественных терминов, 1923—1929 / Чубаров, И. М.. — М.: Логос-Альтера, 2005. — 496 с. — ISBN 5-98378-009-3.
- Антология феноменологической философии в России. Tом 1-2 / Чубаров, И. М.. — М.: Издательство Логос (Т. 1), издательство «Прогресс-Традиция» (Т. 2), 1997 (Т. 1), 2000 (Т. 2). — 512 (Т. 1), 527 (Т. 2) с. — ISBN 5-98378-009-3.

#### Переводы с немецкого языка
- Беньямин, В. К критике насилия / Пер. И. М. Чубаров / Ред. А. В. Магун, В. В. Анашвили // Культиватор. — 2011. — № 1. — С. 114—126.
- Беньямин, В. Автор как производитель (Выступление в Институте изучения фашизма в Париже 27 апреля 1934 года) / Пер. Б. М. Скуратов, И. М. Чубаров // Логос. — 2010. — № 4. — С. 122—142.

#### Статьи и иные публикации
- «Старых войн» не было, или этика дронов (комментарий к статье Николая Ссорина-Чайкова) / Чубаров, И. М. Апполонова, Ю. С. // Логос. — 2022. — Т. 32. — № 3 (148). — С. 63—106.
- Взаимное размыкание города и университета в перспективе создания «третьих мест» города и исполнения «третьей миссии» университета / Чубаров, И. М. Русакова, А. В. / Составители и научные редакторы Т. А. Круглова, А. Е. Радеев // Второй российский эстетический конгресс. Тезисы докладов участников. Екатеринбург. — 2021. С. 616—617.
- Ведьма как объект социального исключения // ПостНаука. — 2019.
- Literature of Fact and the Left Movement. Sergei Tret’iakov, Walter Benjamin and Varlam Shalamov // Russian Literature. — 2019. — Bd. 103—105. — P. 305—321.
- Nikolai Evreinov‘s «Revolution In Itself» // Nikolai Evreinov & Others: «The Storming of the Winter Palace» (THINK ART) / Edited by I. Arns[нем.], S. Sasse[нем.], I. Tchoubarov — Diaphanes. — 2017. — P. 257—263. — ISBN 3037349913; ISBN 978-3037349915.
- Eine Form für den Gesellschaftskörper / Translated by A. Krier. — Diaphanes. — 2017.
- Рабы порно // Наша психология. — 2015.
- Технология неудачи. Вальтер Беньямин как профанный мистик // Компас T&P Еврейский музей и центр толерантности. — 2015.
- Порно как искусство насилия // ПостНаука. — 2013.
- Теория критики насилия // ПостНаука. — 2013.
- Emancipated Thing Versus Reified Consciousness: Interaction of the Concepts «Defamiliarization» and «Alienation» in the Russian Communist Futurist and Avantgardemovement // Russian Studies in Philosophy. — 2009. — Bd. 48. — N. 2. — P. 47—62.
- Analyse comparée de la compréhension de la subjectivité chez G. Deleuse et chez G. Chpet // Slavica Occitania. — 2008. — N. 26 — P. 333—343.
- Московская феноменологическая школа «Квартет» // Логос. — 1998. — № 1. — С. 53—67.
- Зачалось и быть могло, но стать не возмогло… : философское наследие Федора Августовича Степуна: предисловие к публикации «Жизнь и творчество» Ф. А. Степуна // Логос. — 1991. — № 1. — С. 98—121.